# Borawli
Borawli è uno stratovulcano della regione dell'Afar in Etiopia. Fa parte della catena del Tat Ali. Sorge sulle rive meridionali del lago Afrera. Si formò nell'Olocene attualmente non presenza attività di rilievo, alterna strati di lava basaltica e lava trachitica.